# Сербы (племя)

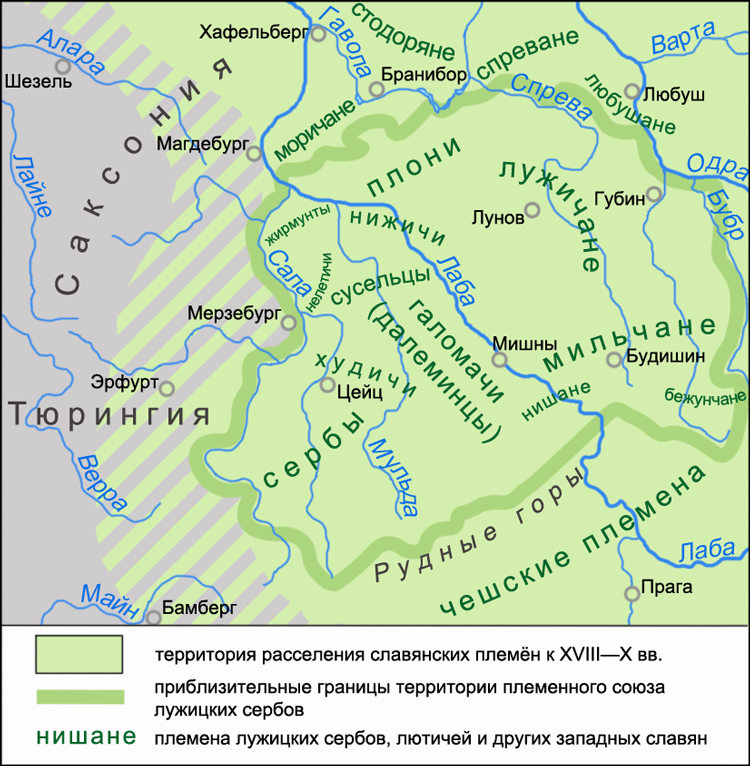
Племя сербов на карте размещения лужицкосербских племён в VIII—X веках

Се́рбы, или сорбы (лат. Sorbs) — средневековое западнославянское племя, образовавшее вместе с далеминцами, мильчанами, лужичанами, нишанами, сусельцами и другими племенами одно из трёх крупных объединений полабских славян — союз племён лужицких сербов. Сорбы являются одними из предков лужичан, славянского народа на востоке Германии.
В «Баварском Географе» IX века племя сербов упоминается как Surbi.
Племя сербов населяло во второй половине 1-го тысячелетия земли к северу от Рудных гор между реками Зале и Мульда в их верхнем течении на территории современной Германии (федеральная земля Саксония). К северу их соседями были племена сусельцев, нелетичей и худичей, к востоку — далеминцев (галомачей), к западу от сорбов жили немцы, к югу — чехи, а также ряд мелких славянских племён, позднее вошедших в союз сербов.

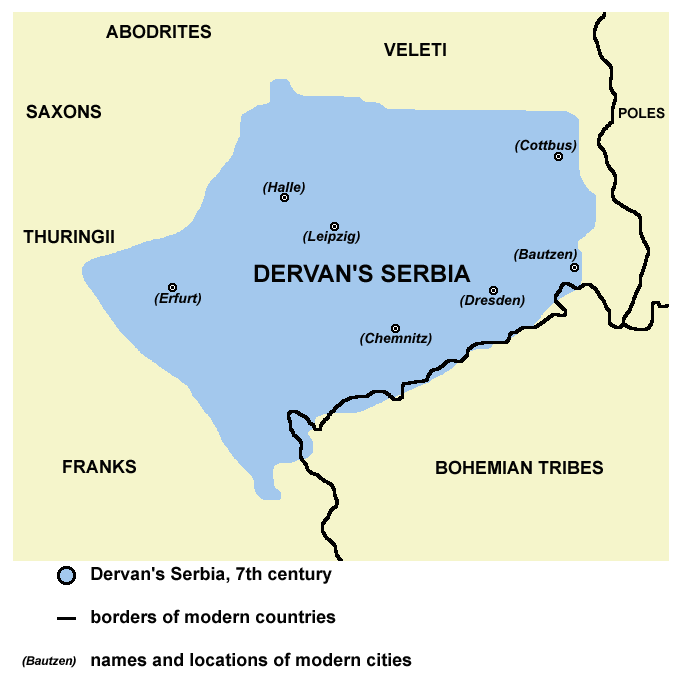
Территория владений князя Дервана в составе государства Само в VII веке

По мнению российского археолога В. В. Седова племя сербов связывается с поздним расселением славян в междуречье Эльбы и Заале (вероятно, в начале VII века) среди славянских племён, относившихся к пражско-корчакской культуре, появившихся здесь раньше (с VI века). Первое упоминание о сербах относится к 631 году — в исторических источниках о них говорится, как о славянском племени (gens) под предводительством князя (dux). Первоначально сербы населяли земли по берегам реки Мульда, позднее они объединили все славянские племена между Заале и Эльбой, образовав племенной союз сербов. В состав этого союза вошли далеминцы, колодичи, сиуслы, житичи, худичи, нелетичи, нуджичи и другие племена, часть из которых были территориальными новообразованиями (их названия связаны с теми землями, которые то или иное племя населяло). Уже, начиная с VII века, славяне из междуречья Эльбы и Заале начинают небольшими группами продвигаться к западу, расселяясь чересполосно с немцами в землях Тюрингии. В 630-х годах сорбы были в даннических отношениях с франками. Войдя в состав государства Само, сербы во главе с князем Дерваном, временно освободились от власти франков.
К IX веку расширившаяся территория племенного союза сербов включила часть лужицких земель, этноним сербы распространяется на восток до реки Одер среди лужичан, мильчан и других племён. Земли сорбского политического образования были разделены на племенные регионы, которые включали 50 «градских округов» с центрами в градах (укреплённых пунктах). Грады были резиденциями племенной знати, во время опасности они служили убежищами для населения их окрестностей. Правителем всех сорбских племён в IX веке стал князь Милидух, его имя упоминается в исторических источниках 806 года. С конца VIII века усиливается противостояние славян с франками, известно о 14 крупных войнах сорбов с Франкским, а позднее Восточно-Франкским государством (в одной из которых погиб Милидух), некоторые из сражений были успешными для славян, они вторгались в немецкие земли и разоряли их. Тем не менее к X веку сорбские племена были окончательно покорены германскими феодалами.
В настоящее время этноним сербы является самоназванием славянского народа Германии — н.-луж. Serby, в.-луж. Serbja.